# Araneus zhaoi
Araneus zhaoi este o specie de păianjeni din genul Araneus, familia Araneidae, descrisă de Zhang în anul 2002. Conform Catalogue of Life specia Araneus zhaoi nu are subspecii cunoscute.